# Ходжеттс, Сэмюэл
Сэмюэл Эрнест Ходжеттс (англ. Samuel Ernest Hodgetts; 28 октября 1877, Бирмингем, Уорикшир — 1944, Бирмингем, Уорикшир) — британский гимнаст, бронзовый призёр летних Олимпийских игр 1912 года в командном первенстве (был самым возрастным членом команды). Также участвовал в индивидуальном первенстве на Играх 1908 и 1912 годов (6-е и 25-е места соответственно), в командных соревнованиях на Играх 1920 года занял 5-е место.
В составе бирмингемского клуба «Долобран» дважды выигрывал чемпионат Великобритании в командном многоборье (1906, 1907), а также становился чемпионом страны в личном многоборье (1909).